# Didenheim
Didenheim – miejscowość i dawna gmina we Francji, w regionie Grand Est, w departamencie Górny Ren. W 2013 roku jej populacja wynosiła 1769 mieszkańców. 
W dniu 1 stycznia 2016 roku z połączenia dwóch ówczesnych gmin – Brunstatt oraz Didenheim – utworzono nową gminę Brunstatt-Didenheim. Siedzibą gminy została miejscowość Brunstatt. 